# Bill Pinkney
El cantant estatunidenc Bill Pinkney (15 d'agost del 1925 – 4 de juliol del 2007) va ésser el darrer membre del famós grup, encara viu, de rhythm and blues The Drifters.
Nascut el 1925 a Carolina del Sud, va ser durant els anys cinquanta quan es va incorporar a The Drifters. Aquesta formació musical va aconseguir molta popularitat durant els anys cinquanta i seixanta, amb temes com ara Under the boardwalk, There goes my baby i Save the last dance for me.

## Els inicis
Nascut a Dalzell, Carolina del Sud, Pinkney va créixer cantant la seva música favorita, gospel, al cor de l'església que freqüentava. Abans de la seva carrera musical amb The Drifters, Pinkney va jugar a la lliga d'equips negres de beisbol amb l'equip New York Blue Sox. També va lluitar a la Segona Guerra Mundial sota la bandera dels Estats Units i participant en la batalla de Normandia i el setge de Bastogne a les ordres del general George S. Patton.
En retornar de la guerra, Pinkney va cantar una altra vegada a diversos cors de gospel on va conèixer els diferents membres dels originals Drifters.

## The Drifters
Bill Pinkney, els germans Andrew, Gerhart Thrasher, Willie Ferbie i Clyde McPhatter van ser els membres originals de The Drifters. La versió que van fer de "White Christmas" per Irving Berlin es va escoltar per primera vegada l'any 1954 i també a la pel·lícula de l'any 1990 Sol a casa.
Després que Pinkney deixés el grup, The Drifters enregistraren clàssics com "Under the Boardwalk", "Save the Last Dance for Me", "There Goes My Baby", "Up on the Roof" i "On Broadway".

## La seva carrera com a solista i els nous The Drifters
Tot i que Pinkney va ésser obligat a deixar The Drifters l'any 1958 -quan el representant del grup va acomiadar el grup sencer i contractà d'altres cantants nous però conservant el mateix nom-, Pinkney va crear el seu grup -The Original Drifters- amb membres importants del grup original (1953-1958). Aquest grup va ser molt popular en els estats estatunidencs del sud-est i, durant dècades, va ser el prototipus de l'anomenada "beach music".
Pinkney va ser reconegut per les seves contribucions per figures públiques tals com Bill Clinton i Nelson Mandela. El 1988, The Drifters va aconseguir entrar al Rock'n'Roll Hall of Fame i situar-se al costat dels llegendaris Beach Boys, The Beatles, Bob Dylan, The Supremes i Woody Guthrie.

## Defunció
Pinkney va morir la tarda del 4 de juliol del 2007 d'un atac de cor mentre s'hostatjava a l'hotel Daytona Beach Hilton. El seu funeral va tindre lloc el 9 de juliol del 2007 al Sumter County Exhibition Center.